# Plagioecia vancouverensis
Plagioecia vancouverensis är en mossdjursart som beskrevs av Charles Henry O'Donoghue 1926. Plagioecia vancouverensis ingår i släktet Plagioecia och familjen Plagioeciidae. Inga underarter finns listade i Catalogue of Life.